# 索克城
索克城（Sac City）是美国艾奥瓦州索克县的城市，是索克县的县城，位于20号美国国道和71号美国国道路口的西南沿着北浣熊河谷的绵延起伏的山丘，在美国的一个主要农业地区。该市是通过主街道爱荷华发展计划的45个指定的主街道爱荷华州社区之一。 美国2010年人口普查中的人口为2,220人，比2000年人口普查中的2,368人减少。